# Norhasikin Amin
Norhasikin Amin (* um 1975) ist eine malaysische Badmintonspielerin.

## Karriere
Norhasikin Amin wurde bei den Thailand Open 2001 Zweite im Damendoppel mit Wong Pei Tty. Im gleichen Jahr gewannen beide Bronze bei den Südostasienspielen. 1997 nahm Norhasikin Amin an den Badminton-Weltmeisterschaften teil, 1998 an den Commonwealth Games.

## Sportliche Erfolge
| Saison | Veranstaltung     | Disziplin   | Platz | Name                              |
| ------ | ----------------- | ----------- | ----- | --------------------------------- |
| 2001   | Thailand Open     | Damendoppel | 2     | Norhasikin Amin / Wong Pei Tty    |
| 2001   | Südostasienspiele | Damendoppel | 3     | Wong Pei Tty / Norhasikin Amin    |
| 2001   | Hongkong Open     | Mixed       | 5     | Hong Chieng Hun / Norhasikin Amin |
| 2001   | Hongkong Open     | Damendoppel | 5     | Norhasikin Amin / Wong Pei Tty    |

## Referenzen
- https://bwf.tournamentsoftware.com/player-profile/FB88C569-4E29-4966-9A76-D3AD787BF6FF

| Personendaten    | Personendaten                  |
| ---------------- | ------------------------------ |
| NAME             | Amin, Norhasikin               |
| KURZBESCHREIBUNG | malaysische Badmintonspielerin |
| GEBURTSDATUM     | um 1975                        |